# Fuerza Terrestre del Ejército de Tierra de España

Escudo de la FUTER.

La Fuerza Terrestre (FUTER) es el conjunto de unidades más importante de la Fuerza del Ejército de Tierra de España, cuya finalidad más importante  consiste en establecer, de forma rápida y eficaz, estructuras operativas terrestres para ejecutar de operaciones militares a partir de las unidades situadas en el territorio peninsular, en las islas Baleares y en las ciudades de Ceuta y Melilla.
Fue creada por el Real Decreto 912/2002, de 6 de septiembre de 2002, que reorganizó la estructura básica de los Ejércitos, y sus cometidos fueron detallados en la Instrucción 59/2005 del  Jefe del Estado Mayor del Ejército de Tierra del 5 de mayo de 2005, sobre Normas de Organización y Funcionamiento del Ejército de Tierra. Se estableció con la finalidad de reducir costes y adaptar la organización conjunta del Ejército de Tierra a las transformaciones orgánicas que había experimentado desde la década de los ochenta. La sede de su cuartel general se encuentra en el edificio del Ejército de Tierra en la Plaza de España de Sevilla que era antes la sede de la antigua Capitanía General. Su jefatura la ejerce un teniente general.
Las funciones del Cuartel General de la Fuerza Terrestre son:
- Establecer e instruir cuarteles generales a nivel de división e inferiores y los mandos integrados en estos niveles.
- Colaborar en la organización, traslado y ejecución de las tareas relacionadas con las misiones específicas que con carácter permanente se le encomienden, y en la preparación, transporte y realización de operaciones, planes operativos y ejercicios para los que sea destinado.
- La preparación de sus unidades, estableciendo los mandos y fuerzas que requiera la estructura operativa de las Fuerzas Armadas y que sean objeto de su competencia.